# Harley-Davidson Club Sweden
Harley-Davidson Club Sweden, HDCS, är en svensk klubb för Harley-Davidson-entusiaster.
Klubben startade 1970. Redan 1971 utkom första medlemstidningen H-D entusiasten. Samma år kom man upp i knappt 100 medlemmar. H-DCS är en ideell, opolitisk förening för ägare av Harley-Davidson motorcyklar och är i dag världens största oberoende Harleyklubb.